# Felix Eriksson
Felix William David Eriksson, född 21 maj 2004 i Ljungby, Småland, är en svensk fotbollsspelare (försvarare) som spelar för IFK Göteborg i allsvenskan.

## Klubblagskarriär
Felix Erikssons moderklubb är GAIS. Bortsett en kort sejour hos PR Academy var han moderklubben trogen fram till att han som 14-åring flyttade till lokalrivalen IFK Göteborg. Flytten till Blåvitt innebar även att Eriksson skolades om från innermittfältare till mittback.
Efter att ha vunnit U19-SM med IFK Göteborg 2021 fick Eriksson A-lagsdebutera i träningsmatchen mot Utsiktens BK den 22 februari 2022. I samband med sin 18-årsdag i maj samma år lyftes Eriksson också upp i A-laget, då han tecknade ett kontrakt på fyra och ett halvt år. Uppflyttningen följdes den 5 september 2022 av den allsvenska debuten. I 4-1-segern mot Mjällby AIF gjorde han ett kort inhopp, vilket blev ett av två allsvenska framträdanden under säsongen. Året kröntes med att han utsågs till Årets Unicoachback, som tilldelas säsongens bäste försvarare i U19-Allsvenskan.
I slutet av augusti 2023 lånades Eriksson ut till Utsiktens BK på ett låneavtal över resten av säsongen. I januari 2024 lånades Eriksson ut till norska Sogndal på ett låneavtal över resten av säsongen.

## Landslagskarriär
Felix Eriksson har representerat Sveriges U19- och U17-landslag.
Hans första framträdande i Blågult kom i P16-landslagets vänskapsmatch mot Danmark den 13 januari 2020.

## Statistik
| Klubb              | Säsong             | Liga               | Liga    | Liga | Nationell cup | Nationell cup | Internationell cup | Internationell cup | Övrigt  | Övrigt | Totalt  | Totalt |
| Klubb              | Säsong             | Division           | Matcher | Mål  | Matcher       | Mål           | Matcher            | Mål                | Matcher | Mål    | Matcher | Mål    |
| ------------------ | ------------------ | ------------------ | ------- | ---- | ------------- | ------------- | ------------------ | ------------------ | ------- | ------ | ------- | ------ |
| IFK Göteborg       | 2022               | Allsvenskan        | 2       | 0    | 0             | 0             | —                  | —                  | —       | —      | 2       | 0      |
| IFK Göteborg       | 2023               | Allsvenskan        | 1       | 0    | 1             | 0             | —                  | —                  | —       | —      | 2       | 0      |
| IFK Göteborg       | Totalt             | Totalt             | 3       | 0    | 1             | 0             | —                  | —                  | —       | —      | 4       | 0      |
| Utsiktens BK (lån) | 2023               | Superettan         | 3       | 0    | 0             | 0             | —                  | —                  | —       | —      | 3       | 0      |
| Sogndal (lån)      | 2024               | 1. divisjon        | 0       | 0    | 0             | 0             | —                  | —                  | —       | —      | 0       | 0      |
| Totalt i karriären | Totalt i karriären | Totalt i karriären | 6       | 0    | 1             | 0             | —                  | —                  | —       | —      | 7       | 0      |